# 潘强
潘强（1985年1月21日—），山东青岛人，中国国家射击队成员。

## 战绩
1998年，潘强进入青岛市军事体育学校，接受手枪速射业余训练。2002年，经宋心祥培养，潘强开始练习飞碟双多向。同年7月，潘强入选山东省射击队，后进入国家射击队。2007年12月9日，在第11届亚洲射击锦标赛男子飞碟双多向比赛中，潘强以189中的成绩获得冠军，并为中国射击队赢得北京奥运席位。2010年广州亚运会上，胡斌渊、潘强、莫俊杰合力以414环，获得男子双多向飞碟团体冠军。同年5月，他在英国射击世界杯男子飞碟双多向项目中，以总成绩193中获得金牌。2016年，入选里约奥运会中国代表团，参加男子双不定向飞靶比赛，资格赛133环位列第12名，未晋级半决赛。